# Tramlijn 5 (Rotterdam)

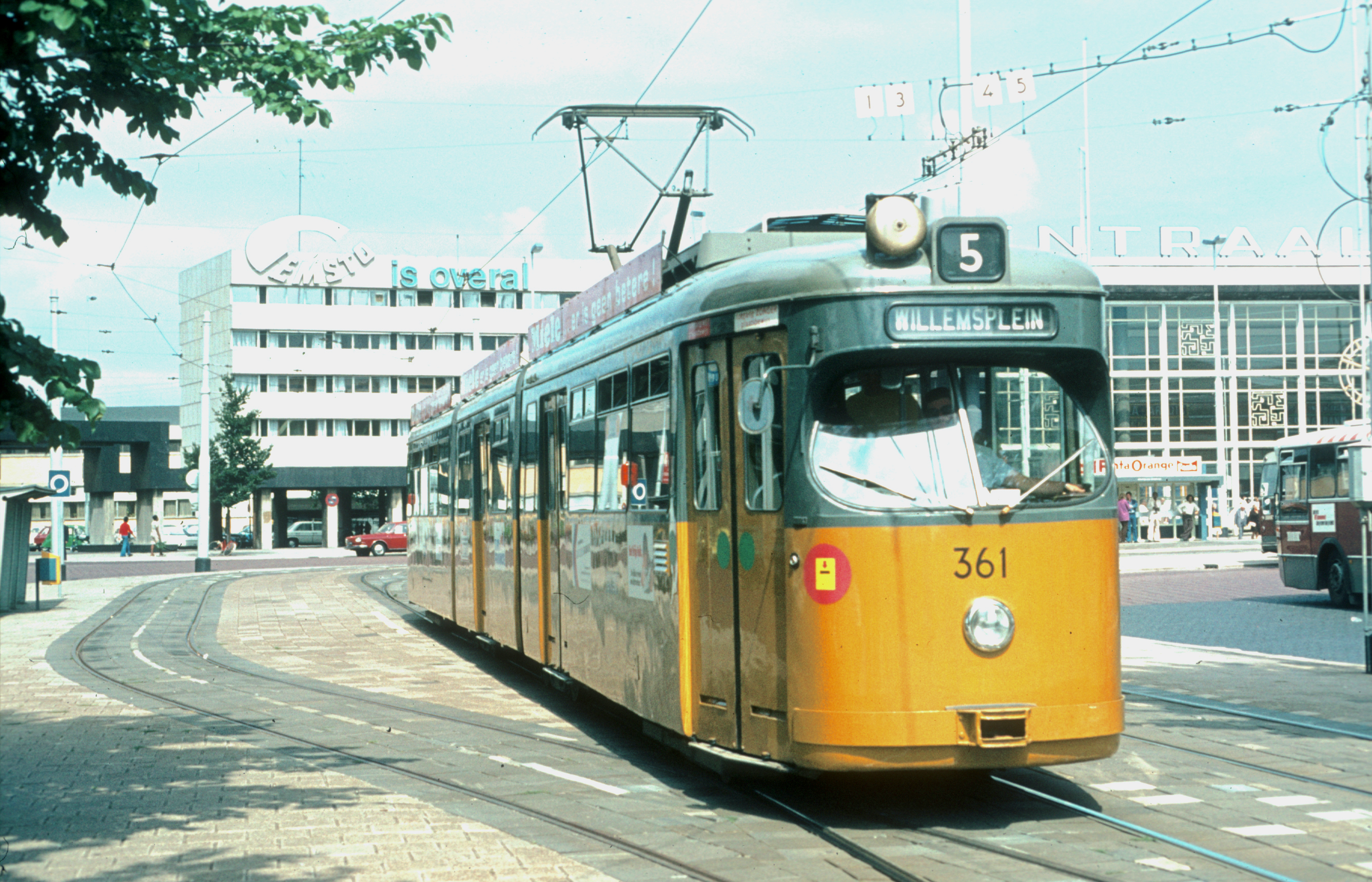
Dubbelgelede Düwag 361 op tramlijn 5 op het Rotterdamse Stationsplein in de jaren zeventig.

Tramlijn 5 van de Rotterdamse RET is een tramlijn die loopt vanaf de wijk  Carnisselande  in Barendrecht via Langenhorst, Randweg, Wilhelminaplein, Erasmusbrug, Leuvehaven en Beurs naar Rotterdam Centraal. 

## Geschiedenis

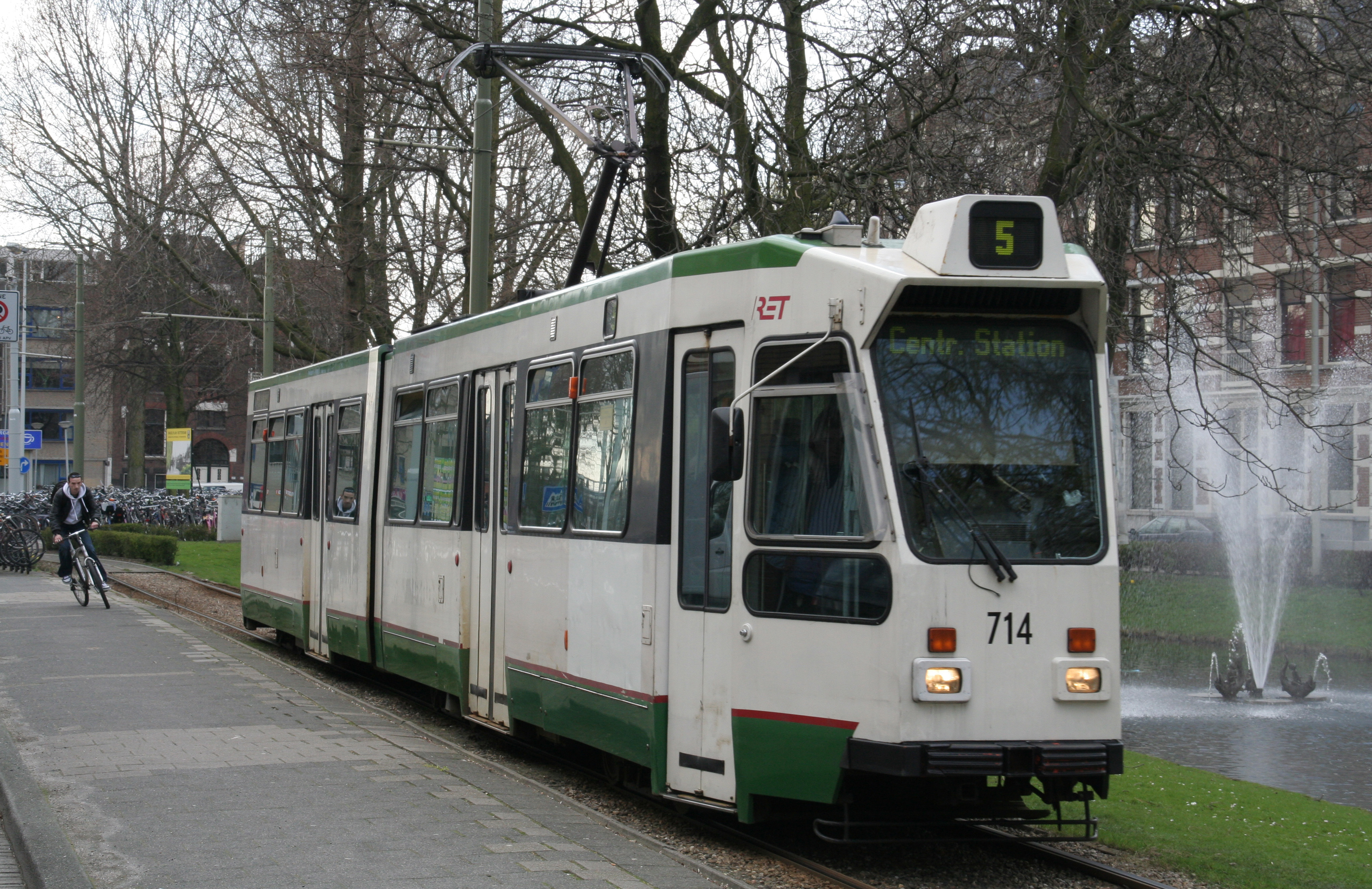
Een ZGT tram van lijn 5 bij het Centraal Station (achterzijde)

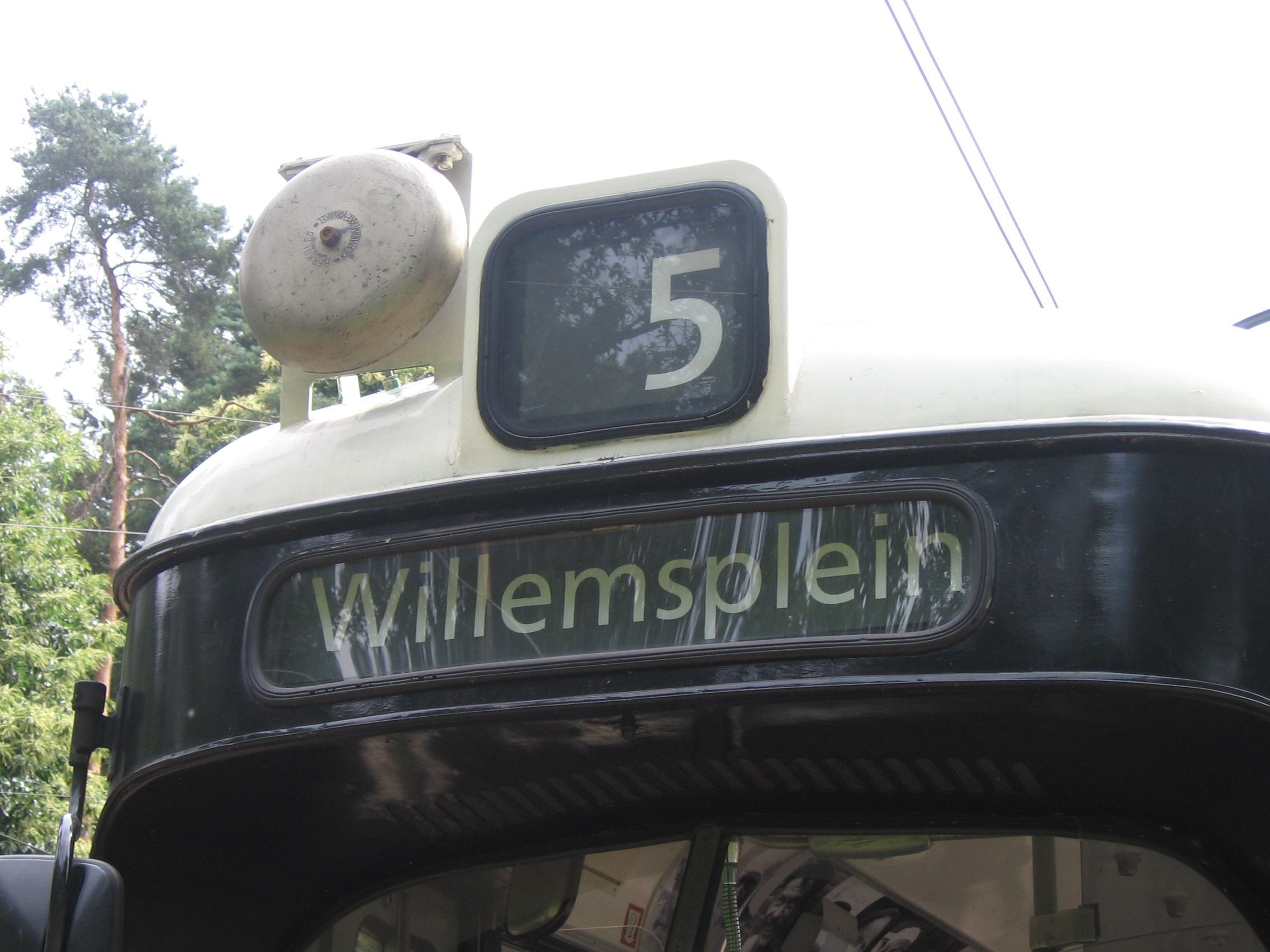
Tramlijn 5, gefotografeerd in het Nederlands Openluchtmuseum

De eerste lijn 5, met de route Heemraadssingel – Hoflaan, werd op 13 maart 1907 in dienst gesteld. In 1911 werd de lijn verlengd van de Heemraadssingel naar de Vierambachtsstraat. In 1929 werd de route verlegd en reed lijn 5 door naar Spangen; vier jaar later werd dit weer ingekort tot Mathenesserplein en drie jaar later opnieuw verlengd naar Spangen. In 1938 werd lijn 5 aan de oostkant verlengd naar de 's Gravenweg en in 1944 werd de lijn tijdelijk stilgelegd.
Na de Tweede Wereldoorlog kreeg lijn 5 een nieuwe route, namelijk Spangen – Schieweg en twee jaar later werd de route Willemsplein – Schieweg. Het traject is behoudens de hierna vermelde verlenging in 1969 sedert de heractivering van het tramnet na de Tweede Wereldoorlog – lijn 5 ging op 17 juni 1946 weer rijden – niet gewijzigd; de dienst werd tot de hierna genoemde verlenging gereden met materieel uit de serie 401-570. Modern materieel kon niet worden ingezet door het kopeindpunt Schieweg. Tot in de jaren zestig reden een aantal trams van lijn 2, die hun eindpunt hadden op het Stationsplein als lijn 5 in de spitsuren een slag naar het Willemsplein ten behoeve van kantoorpersoneel dat in het Nieuwe Werk waarin ook het Willemsplein ligt, werkte. Tot de verlenging naar Schiebroek bleef de lijn geëxploiteerd met vierassige vooroorlogse motorwagens door het kopeindpunt op de Schieweg. 
De verlenging naar Schiebroek met enkelgelede trams werd geopend op 25 januari 1969. Deze verbinding loopt vanaf het Hofplein grotendeels parallel aan de Hofpleinlijn, tot voor kort was er echter geen directe overstapmogelijkheid tussen deze lijnen, maar hierin is op 11 september 2006 verandering gekomen door de opening van station Melanchthonweg van RandstadRail.
Opvallend onderdeel van deze lijn is het viaduct dat op grote hoogte het Schieplein boven snelweg A20, en de spoorlijn Rotterdam – Utrecht kruist; dat viaduct is in dezelfde architectuur uitgevoerd als het enige jaren daarvoor gebouwde metroviaduct boven de Mijnsherenlaan op Zuid. Behalve in de buurt van haar eindpunten liep de lijn grotendeels over vrije trambanen waarbij de enkelsporige lus in één richting in Schiebroek grotendeels langs de singels in die wijk loopt.
Vanaf begin 2005 werd op deze lijn tijdelijk (bijna) de gehele dienst met Citadismaterieel gereden. Sinds 31 oktober 2005 werd de dienst weer gewoon met de oudere ZGT-trams (700 en 800) gereden.
Per 10 december 2006 werd tramlijn 5 als zelfstandig lijnnummer opgeheven. Het trajectdeel Schiebroek – CS werd gekoppeld aan de lijnen 20 en 25 (trajectdeel Schiebroek – CS), het trajectdeel CS – Willemsplein werd gekoppeld aan 7.
De lijnen 20 en 25 hadden tot dan hun eindpunt op het Centraal Station, en zijn hiermee dus verlengd. Lijn 7 reed naar Spangen; het traject CS – Spangen is niet door een andere tramlijn in gebruik genomen: dat traject werd en wordt al bijna volledig ruim bediend door de lijnen 21, 23 en 24. Hierdoor waren alle tramlijnen die het CS aandoen nu doorgaande lijnen, en was CS vervallen als trameindpunt voor normale tramlijnen; de evenemententramlijn 29 (tegenwoordig 12 genummerd) heeft er nog wel zijn eindpunt. Inmiddels heeft lijn 20 zijn eindpunt weer op het centraal station.
Het was al eerder de bedoeling om de lijnen 25 en 5 aan elkaar te koppelen, maar door problemen met de Citadistrams en het daaruit voortvloeiende tekort aan deze trams kon dat plan niet eerder worden uitgevoerd.
Op 6 januari 2025 wordt het tramnetwerk in Rotterdam veranderd; het was de bedoeling om veel tramlijnen een andere route en een ander lijnnummer te geven. "Lijn 5" is het nieuwe lijnnummer voor het traject Carnisselande - Rotterdam Centraal van de oude lijn 25.

## Tijdelijke herinvoering van lijnnummer 5 in 2009
In verband met de opwaardering van het traject over Schiekade en Schieweg tot tramplusniveau was het lijnnummer 5 van 23 maart tot 11 mei 2009 opnieuw in gebruik. Het traject van lijn 5 ging van centraal station zuidzijde via Weena, Hofplein, Schiekade, Provenierssingel, Proveniersplein – halte CS NZ, Walenburgerweg – halte, Van Aerssenlaan, Diergaarde Blijdorp – halte, Bentincklaan, Stadhoudersweg – halte bij Statenweg en Bergselaan naar de Schieweg waar de tram zijn route over het tracé van lijn 25 vervolgde. Terugkomend uit Schiebroek werd de route vanaf de Bergselaan in omgekeerde richting bereden, met dien verstande dat na het Hofplein rechtdoor gereden werd de Coolsingel op, waarna via de Van Oldebarneveldtstraat, Mauritsweg en het Kruisplein het centraal station bereikt werd. De dienst werd uitgevoerd met materieel uit de serie 700.

## Exploitatie
Lijn 5 rijdt overdag van ongeveer 7:00 tot 19:00 met een frequentie van 8 à 9 keer per uur. In de weekenden en in zomer- en kerstvakantie wordt er een 10-minuten dienst gereden en in de avond een 15-minuten dienst.

## Materieel
Tramlijn 5 is volledig geschikt voor lagevloertrams en wordt geëxploiteerd met de Citadis, een tram van de bouwer Alstom.